# Karla Crome
Karla Crome est une actrice anglaise née le 22 juin 1988. Elle est connue principalement pour avoir joué dans les séries britanniques Hit and Miss et Misfits. 
En 2014, elle a interprété Rebecca Pine dans la série Under the Dome.

## Filmographie

### Télévision

#### Séries télévisées
- 2010 : Casualty : Chloe Parker (1 épisode)
- 2011 : Doctors : Monique (1 épisode)
- 2011 : Hit and Miss : Riley (6 épisodes)
- 2012 : Monroe : Donna Holmes (3 épisodes)
- 2012 - 2013 : Misfits : Jess (16 épisodes)
- 2012 : Lightfields : Clare Mullen (5 épisodes)
- 2013 : Prisoners' Wives : Aisling (4 épisodes)
- 2014 : Under the Dome : Rebecca Pine (13 épisodes)
- 2015 : You, Me and the Apocalypse : Layla (5 épisodes)
- depuis 2019 : Carnival Row : Tourmaline

#### Téléfilms
- 2009 : Dog Endz : Hannah
- 2012 : Murder : Coleen